# The Exies (album)
The Exies – debiutancka płyta rockowego zespołu o tej samej nazwie. Wydana w 2000 roku, nie odniosła większego sukcesu. Gatunek muzyczny płyty to rock alternatywny z domieszką post-grunge'u.

## Lista utworów
1. "Feeling Lo-Fi"  – 2:43
2. "Baby's Got a New Revelation"  – 3:03
3. "Big Head"  – 3:30
4. "Straight Girl of the Universe"  – 3:13
5. "1970+"  – 4:15
6. "Western Dream"  – 3:46
7. "On the Brighter Side"  – 2:59
8. "Rocket Balloon"  – 4:03
9. "Ego Tryptophane"  – 3:34
10. "All the Pretty Ones"  – 3:30
11. "Numb (Happy?)"  – 4:38